# A (serviço de metrô de Nova Iorque)

Serviço A
(Eighth Avenue Express)

Serviço A (Eighth Avenue Express) é um dos serviços (rotas) de trânsito rápido do metrô de Nova Yorque. Sobre os sinais de estações e de rota, e no mapa do metrô oficial deste serviço é marcado por uma etiqueta azul (), porque em Manhattan esta rota utiliza a linha IND Eighth Avenue Line. Este serviço tem 66 estações em operação.
O serviço especial  inclui cinco trens que vão no período da manhã, todos os dias úteis, da estação Beach 116th Street em Rockaway Park, Queens a Manhattan, e 5 comboios expressos que correm na direção oposta, todas as tardes.
Note-se que Serviço A é o único serviço no metrô de Nova Yorque, que liga todos os três serviços o tipo de «shuttle»: ou seja: 42nd Street Shuttle em Manhattan, Franklin Avenue Shuttle em Brooklyn (noites), and Rockaway Park Shuttle em Queens. 